# 方國珊
方國珊（英語：Christine Fong Kwok-shan，1966年3月28日—），香港政治人物、前女藝人，現任香港西貢區議會西貢及坑口選區議員，兼任智庫組織專業動力召集人。亦是前亞洲電視女藝員，因曾於1986年亞洲電視電視劇《哪吒》中主演「哪吒」一角，故有綽號「哪吒」。方國珊是目前唯一經歷五次參選立法會地區直選都無法當選者（功能組別者另有陸宏廣），繼續與立法會議席擦身而過。現為新城知訊台《開門見「珊」》主持人。
方國珊是少數從未效力過無綫電視的亞洲電視女藝員之一。

## 生平
方國珊出生於香港島中上環區，連她在內共有4姊弟妹，小時居住在西半山堅道，父親於中環街市經營家禽檔戶。她曾就讀香港真光幼稚園（1971年畢業）及香港真光中學小學部、聖公會基恩小學、威靈頓英文中學以及新法書院。
她於1980年代曾經是香港藝人。她是1984年亞洲電視藝員訓練班的學員，並於翌年畢業成為藝員。後於亞洲電視1986年的電視劇《哪吒》中飾演「哪吒」一角；藝人胡楓為她的「契爺」。
息影後，她在美國夏威夷大學取得工商管理學士学位，駕駛綿羊仔（摩托車的一種）上學，在學期間曾到香港中文大學當交流生。2005年獲授英國專業工程師學會（Society of Professional Engineers UK (SPE)）的專業工程師資格。之後，她曾任職張人龍的秘書。在張人龍的引薦下成為新界中小企總會會長，及後服務新界區超過十多年。方國珊曾表示有意到中國進修。

## 從政經歷
方國珊在2004年加入自由黨。2007年12月14日，方國珊獲委任為香港特區第三屆區議會議員，任期4年，由2008年1月1日起至2011年12月31日。
2008年6月6日，方國珊的議員聯絡處於坑口厚德邨開幕，港區全國人大代表袁武、時任自由黨主席田北俊、時任西貢區議會主席吳仕福、自由黨成員張宇人、藝人劉丹及胡楓等到場恭賀。
2010年12月5日，方國珊稱因遭自由黨前主席田北俊責難未有善用資源，去信黨中央辭任新界東支部主席。主席劉健儀曾作出挽留，但被方拒絕。12月9日，方正式向自由黨提出退黨，原因是自己與黨高層在標準工時的問題上分歧甚大，不滿自由黨過份重視商界及大財團而忽略中小企、基層，令她感到沮喪從而退黨。同時退黨的有她的時任助理崔定邦。
2011年香港區議會選舉中，方國珊決定由委任轉戰直選，以獨立身份出選西貢區議會環保選區的直選議席，最後並以87.61%的得票率當選，得票率為全港最高議員之一。。
2012年7月28日，方國珊宣佈參選2012年立法會選舉，以獨立無政黨人士出戰新界東選區，最終得24,594票排第十落敗。
2013年9月7日，黃錦星到訪位於西貢將軍澳政府綜合大樓的西貢區議會推銷新界東南堆填區擴建計劃時，一改以往區議會讓市民及傳媒列席做法，門外抗議的西貢區議員方國珊亦被拒入內。西貢區議會主席吳仕福承認，閉門形式由他決定。
2014年5月7日，方國珊為了反對擴建將軍澳堆填區，在立法會公眾席穿上印有「保衛將軍澳」字樣的T恤，以及把一幅印有納粹標誌的標語交給其助理，又於同月13日在公眾席喧嘩抗議。她其後在東區裁判法院被裁定兩項「違反立法會行政指令罪」成立，罰款2000港元。後來她上訴至高等法院及終審法院均被駁回。
2015年香港區議會選舉，她代表的環保選區因人口增加而一分為二（環保北及環保南），方於環保北選區角逐連任，遭到她前助理、於2013年重返自由黨的崔定邦挑戰，方於崔過檔返回自由黨時，指崔「不辭而別」，「令她哭了」，最後方以2667票的大比數擊敗獲665票的崔而成功連任。而分拆出來的環保南選區，則由她助理張美雄以2188票，大比數擊敗獲539票民建聯新人胡綽謙而當選。
2016年1月3日，方國珊宣布以第三勢力、中間無黨派獨立候選人身份參選2016年香港立法會新界東地方選區補選。她並質疑民建聯周浩鼎（民建聯副主席、新界西離島區議員）忽然轉區到新界東參選，「對新界東有幾承擔？」，亦質疑民建聯為何支持擴建新界東南堆填區。最終方國珊以33,424票落敗，而她代表的中間派之票數較本土派的本土民主前線梁天琦之票數少，但她所得到的票數若在全港性地區直選，參照2012年選舉結果，她有機會取得一席。她含淚稱對結果表示失望，「愈勤力愈少票」，被問及2016年9月會否出選，她表示「理性、有建設，唔係齋反對或者齋保皇，係有出路。」方國珊又稱，自己當選可改變政黨爭拗壟斷議會的情況。
2016年7月16日，方國珊宣布參選立法會選舉，她並沒有簽署確認書。方國珊在新界東得34,544票（5.95%），雖然得票多於上屆選舉及2016年初補選，但仍以第10位僅僅落選；她與第9位當選的梁國雄只相差1,051票。
2018年3月，方國珊參選香港立法會新界東地方選區補選，報稱為「最貼地民生派」，最終在六位候選人中排名第三，取得64,905票（15.74%），與上次換屆選舉相比，得票數多出近一倍，得票率更多出逾一倍半。
2020年1月，西貢區議會換屆，方國珊領導的專業動力取得三席，為非民主派陣營當中最大政黨。首次會議中，多項議程上屢次發言。

### 反對將軍澳擴建堆填區
2011年10月，方國珊連同10多名居民代表遊行至政府總部抗議。其後，方國珊與日出康城的首都業主附屬委員會主席黎炳文拉橫額跳海抗議，防員隨即將他們拖回岸邊。2014年12月，立法會財委會審議「三堆一爐」撥款申請。方國珊與六名反對擴建將軍澳堆填區的市民在立法會外的示威區抗議，並焚燒兩份環評報告，批評環評報告失實，誇大堆填區爆滿的情況。

### 被指襲擊葛珮帆
2015年8月18日，警方拘捕方國珊，指她涉嫌於2014年7月襲擊民建聯立法會議員葛珮帆，被落案控以一項普通襲擊罪。方國珊指出，事發已經超過一年，沒料到警方及律政司「翻舊帳」，認為警方突然在立法會補選及區議會選舉前夕，作出拘捕行動，是涉及政治考量。她又強調，自己當時並無襲擊葛珮帆，事發時兩人均有倒地，自己亦有報警，惟警方並無再聯絡自己。事發在2014年7月3日，葛珮帆到將軍澳一個私人屋苑滅蚊，期間方國珊帶同居民到場抗議，要求葛珮帆反對擴建堆填區，雙方一度發生推撞。2016年2月22日，案件審結，裁判官裁定她罪名不成立。

### 就撤回一地兩檢討論議案投棄權票
在2017年5月，西貢區議會有議員提出議案，要求撤回高鐵西九龍站進行一地兩檢時，方不但表示反對泛民議員認為一地兩檢是「割地賣港」的字眼（與建制派立場相近），還對有關議案投下棄權票。被問及此事時，方在翌年3月於眾新聞的專訪中回應，指一地兩檢議案已經「米已成炊」，更反指泛民主派沒有盡力令有關議題受到公眾關注，但當記者追問北京和港府企硬站內要劃出內地口岸區執行內地法律，而問及她是否支持時，她卻講了3分鐘但沒有正面回應，更回答自己不想作任何表態
。

### 促政府反對逃犯條例修訂草案被拒
2019年6月，方國珊要求於7月2日的西貢區議會會議上動議，促請政府撤回逃犯條例修訂草案及動議「要求警方獨立調查及檢討6·12事件，避免過份使用武力傷及示威者及無辜市民」，惟她於6月20日接獲區議會秘書處通知，該處拒絕將該兩個動議加入7月2日的議程。方國珊批評主席濫用權力、漠視民意、踐踏議員應有的權利、剝奪議員監察政府的權利。

### 參與2020年香港立法會選舉
方國珊於2020年7月29日於社交媒體宣布參與2020年香港立法會選舉，批評政府和親中派面對疫症不肯封關，反而9月立法會選舉又突然患上「遠視」，醞釀壓後而不考慮其他投票方式。方又聲稱民主派在初選期間未有任何防疫呼籲和措施，但方無視初選主辦的民主動力，於初選前夕早公佈多項措施防疫，包括配戴口罩，確保所有票站的工作人員不需要進行任何形式的檢疫，測量所有進入票站人士的體溫，確保票站內的人數符合限聚令所規定等。

## 政治立場
方國珊及其所屬專業動力一直被視為中間偏建制的政治組織，於2012年起多次選舉都和傳統建制派及民主派作直接競爭。
不過，於2016年香港立法會選舉，亦有報道指建制派操盤人亦曾在新界東直選嘗試配票予方國珊，但最終方國珊仍然落選。
於2019年香港區議會選舉，專業動力多個出戰的選區，都未有建制派人士參選，至投票日前夕，包括連登討論區及民間網站『選舉事實處』在內，均有一張聲稱是『工聯會內部指引』流傳，叫人支持建制派的候選人，當中包括六名專業動力的候選人，但同為候選人的黃向賢（該區其中一位對手為工聯會朱琳）則沒有獲支持。

## 公職

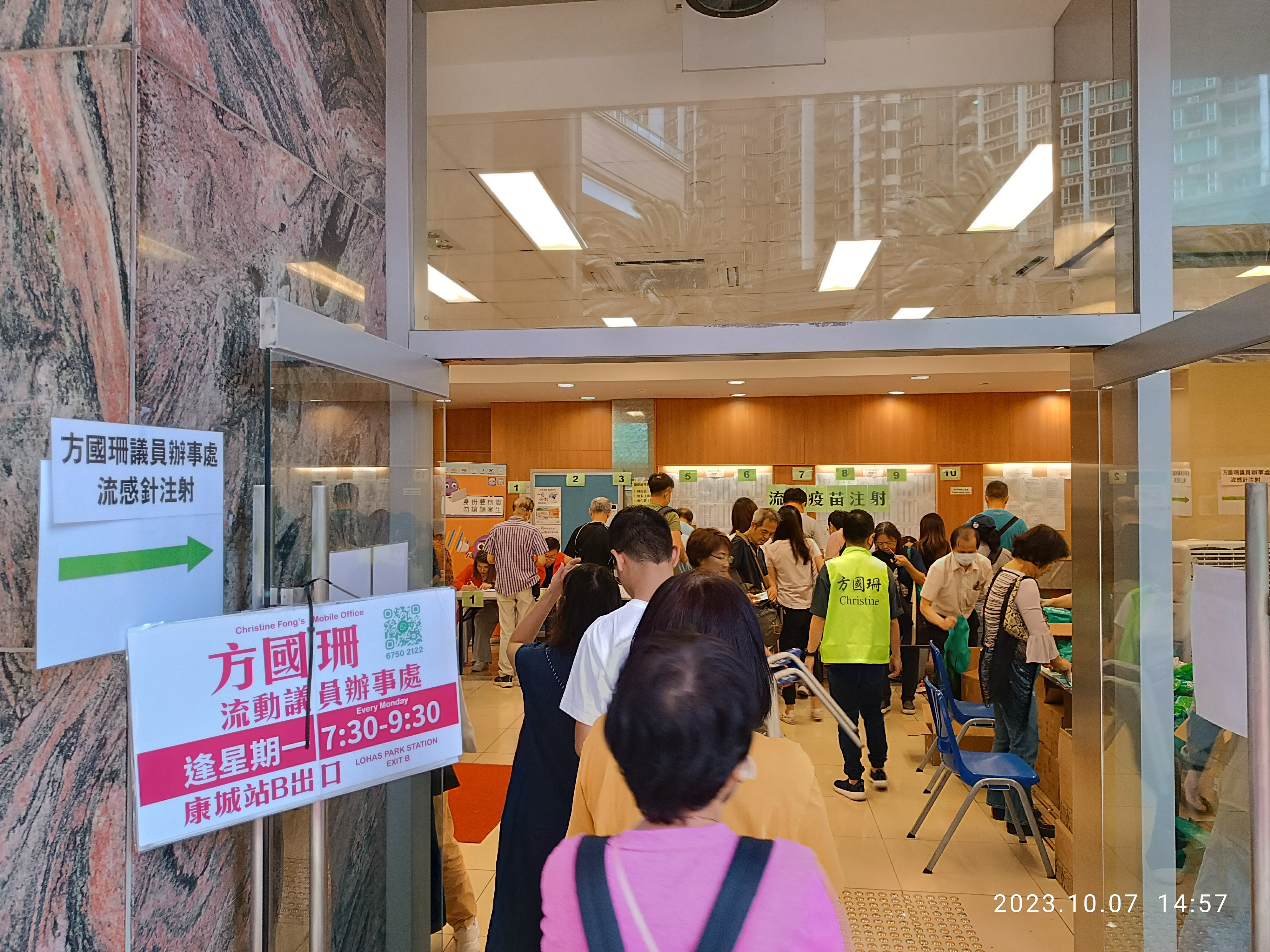
方國珊在康城社區會堂舉行的流感針注射的活動

### 區議會公職
- 西貢區議會 文化、康樂及地區設施管理委員會副主席
- 西貢區議會房屋、規劃及環境委員會主席
- 西貢區議會交通及運輸委員會副主席

### 曾任其他公職
- 社會福利署黃大仙及西貢區福利策略發展委員會委員（曾任）
- 環境及自然教育基金能源效益小組委員（曾任）
- 水務署水質事務諮詢委員會委員（曾任）
- 將軍澳南分區委員會委員
- 將軍澳工商業聯合會名譽會長
- 新界中小企總會會長
- 香港新界工商業總會西貢分會名譽顧問
- 香港專業地產顧問商會執委
- 香港輪椅輔助隊愛心大使蕙蘭婦女會副主席
- 西貢區消防安全大使名譽會長
- 香港童軍總會西貢區名譽會長
- 西貢文化中心名譽顧問

## 演出作品

### 電視劇（亞洲電視）
| 年分   | 劇名         | 角色                       | 性質       | 備註           |
| 1985年 | 《仙女多情》 | 紫鶯                       | 配角       |                |
| 1985年 | 《諸葛亮》   | 南蠻少女                   | 配角       |                |
| 1986年 | 《秦始皇》   | 扶蘇夫人李容秀（李斯女兒） | 配角       |                |
| 1986年 | 《哪吒》     | 李哪吒                     | 第一男主角 |                |
| 1987年 | 《龍的小子》 | 龍小飛                     | 第一男主角 | 主唱劇集主題曲 |
| 1987年 | 《女捕快》   | 朱婉文                     | 第三女主角 |                |

## 參選紀錄

### 區議會選舉
- 2011年香港區議會選舉參選環保選區，獲逾八成選票高票當選。
- 2015年香港區議會選舉參選環保北選區，再次獲逾八成選票高票連任。
- 2019年香港區議會選舉參選環保北選區，方國珊以2998票、僅以170票之差壓倒2828票的何梓聰而勝出。[29]
- 2023年香港區議會選舉參選西貢及坑口選區，獲近六成選票高票連任。

### 立法會選舉
- 2008年香港立法會選舉首次代表自由黨出選新界東選區，成為田北俊名單的候選人之一，未能當選。
- 2012年香港立法會選舉以專業動力成員的獨立名義參選新界東選區，未能當選。
- 2016年香港立法會新界東地方選區補選以專業動力成員的獨立名義參選，未能當選。
- 2016年香港立法會選舉以專業動力成員的獨立名義參選新界東選區，未能當選。
- 2018年3月香港立法會補選以專業動力成員的獨立名義參選新界東選區，未能當選。
- 2021年香港立法會選舉因家庭原因未參選，改為推薦林素蔚出選新界東南選區並最終當選。

## 外部連結
- 西貢區議會區議員資料 （页面存档备份，存于）
- 方國珊議員官方網頁（页面存档备份，存于）
- 方國珊議員Facebook（页面存档备份，存于）
- 方國珊議員Facebook專頁 （页面存档备份，存于）
- 方國珊的Instagram帳戶